# Ichthyobelus nasutus
Ichthyobelus nasutus är en insektsart som beskrevs av Young 1968. Ichthyobelus nasutus ingår i släktet Ichthyobelus och familjen dvärgstritar. Inga underarter finns listade i Catalogue of Life.